# Квантова химия
Квантовата химия е направление в химията, което разглежда строежа и свойствата на химичните съединения, реакционната способност, кинетиката и механизма на химичните реакции от гледна точка на квантовата механика. Раздели на квантовата химия са: квантова теория на строежа на молекулите, квантова теория на химическите връзки и междумолекулните взаимодействия, квантова теория на химичните реакции и реакционна способност и др.. Квантовата химия изследва химичните връзки, валентността, електронната структура, спектрографските, електрични и магнитни свойства на молекулите. Квантовата химия описва математически фундаменталното поведение на материята на молекулно ниво: установява електронната структура на молекулните системи (разпределението на електронната плътност и изменението ѝ във времето), равновесни свойства, като геометричен строеж, енергия на дисоциация, потенциали на йонизация и сродство към електрона и др. 